# Henryków (powiat sochaczewski)
Henryków – wieś w Polsce, położona w województwie mazowieckim, w powiecie sochaczewskim, w gminie Iłów. Ma status sołectwa.
| SIMC    | Nazwa   | Rodzaj    |
| ------- | ------- | --------- |
| 0566227 | Zacisze | część wsi |

W latach 1975–1998 miejscowość należała administracyjnie do województwa płockiego.
18 września 1939 roku żołnierze Wehrmachtu z dolnosaksońskiej 19 DP zamordowali w Henrykowie od 73 do 88 osób, w tym wielu uchodźców z zachodniej Polski. Ofiary tej zbrodni upamiętnia pomnik odsłonięty w 2016 roku.